# Dorisca melvilli
Dorisca melvilli is een tweekleppigensoort uit de familie van de Veneridae. De wetenschappelijke naam van de soort is voor het eerst geldig gepubliceerd in 1909 door Lynge.